# Handball Club Nadit
Le HC Nadit est un club de handball, situé à Hélécine dans la Province du Brabant wallon en Belgique.

## Histoire
Le HC Nadit, anciennement HCBE Jodoigne, fut fondé en 2011, il obtient donc le matricule 602.
Il déménage en 2013 à Hélécine, et est rebaptisé HC Nadit.